# Uslar
Uslar – miasto w Niemczech, w kraju związkowym Dolna Saksonia, w powiecie Northeim. Według danych z roku 2008 miasto liczy 15 100 mieszkańców.